# Moore Ridge
Moore Ridge ist der nördlichste Gebirgskamm der Caudal Hills im ostantarktischen Viktorialand.
Der United States Geological Survey kartierte ihn anhand eigener Vermessungen und Luftaufnahmen der United States Navy aus den Jahren von 1960 bis 1964. Das Advisory Committee on Antarctic Names benannte ihn 1969 nach Bruce F. Moore (1941–2009), Luftbildfotograf der Navy-Flugstaffel VX-6 auf der McMurdo-Station im Jahr 1966.